# 邱妙津
邱 妙津（きゅう みょうしん、1969年5月29日 - 1995年6月25日）は、台湾の女性小説家。

## 略歴
台北市立第一女子高級中学を経て国立台湾大学心理學系卒業。彼女はカウンセラーとして働いて、それから週刊雑誌『新新聞』記者になった。1994年から1995年まで、パリ第八大学の臨床心理学系とフェミニズム系専攻。
死因はナイフによる自殺とされる。
1995年、彼女の最も有名な作品『ある鰐の手記』で中国時報の時報文学賞推薦賞受賞した。2007年、2巻本の日記が死後に出版された。

## 主な作品

### 長編小説
- 鬼的狂歡 (1991)
- ある鰐の手記 (1994) ISBN 978-4861822278
- 寂寞的群眾 (1995)
- 蒙馬特遺書 (1996)

### 日記
- 邱妙津日記 (2007)